# Kanton Saint-Privat
Der Kanton Saint-Privat war von 1790 bis 2015 ein französischer Wahlkreis im Département Corrèze in der damaligen Region Limousin. Er umfasste zehn Gemeinden im Arrondissement Tulle; sein Hauptort (frz.: chef-lieu) war Saint-Privat. Die landesweiten Änderungen in der Zusammensetzung der Kantone brachten im März 2015 seine Auflösung.

## Gemeinden
| Gemeinde                | Einwohner (Stand: 2022) | Code postal | Code Insee |
| ----------------------- | ----------------------- | ----------- | ---------- |
| Auriac                  | 219                     | 19220       | 19014      |
| Bassignac-le-Haut       | 152                     | 19220       | 19018      |
| Darazac                 | 144                     | 19220       | 19069      |
| Hautefage               | 316                     | 19400       | 19091      |
| Rilhac-Xaintrie         | 306                     | 19220       | 19173      |
| Saint-Cirgues-la-Loutre | 179                     | 19220       | 19193      |
| Saint-Geniez-ô-Merle    | 91                      | 19220       | 19205      |
| Saint-Julien-aux-Bois   | 435                     | 19220       | 19214      |
| Saint-Privat            | 1038                    | 19220       | 19237      |
| Servières-le-Château    | 568                     | 19220       | 19258      |